# Urophora eved
Urophora eved är en tvåvingeart som beskrevs av Steyskal 1979. Urophora eved ingår i släktet Urophora och familjen borrflugor.
Artens utbredningsområde är Ecuador. Inga underarter finns listade i Catalogue of Life.